# Aeronautica dell'Egeo - AEGE
Impegnata nel Dodecaneso, con quartier generale a Rodi.

## OdB al momento dell'entrata in guerra nel 1940
L'ordine di battaglia al 10 giugno del 1940, al comando del Gen. B.A. Umberto Cappa, era:
- 39º Stormo Bombardamento Terrestre (Col. Cesare Mari, Marizza)
  - 56º Gruppo, Savoia-Marchetti S.M.81 (Ten. Col. Uboldo Puccio, Marizza)
    - 222ª Squadriglia (5 SM 81)
    - 223ª Squadriglia (anche presso Cattavia) (5 SM 81)

  - 92º Gruppo, Savoia-Marchetti S.M.81 (Mag. Andrea Festa, Gadurrà)
    - 200ª Squadriglia (5 SM 81)
    - 201ª Squadriglia (5 SM 81)
- 161ª Squadriglia Autonoma Caccia Marittima, IMAM Ro.44 (Leros)
- 163ª Squadriglia Autonoma Caccia Terrestre, 11 Fiat C.R.32 (Maritza)

## OOB ai primi di settembre del 1943
Dal 1943 era comandata dal Generale di brigata aerea Alberto Briganti.
A causa degli eventi bellici molti reparti della Regia Aeronautica vennero riassegnati. La situazione che viene di seguito presentata fa riferimento ai primi di settembre del 1943.
- 30º Stormo Bombardamento Marittimo, (Aeroporto di Maritsa)[1]
  - 90º Gruppo
    - 194ª Squadriglia
    - 195ª Squadriglia
- 154º Gruppo Autonomo Caccia Terrestre, (Rodi - Maritsa)
  - 395ª Squadriglia
  - 396ª Squadriglia (Rodi - Gadurrà)
- Seziona Autonoma Intercettori, (Maritsa)